# Eyvind Johnson
Olof Edvin Verner "Eyvind" Johnson, född 29 juli 1900 i Björkelund i Överluleå församling, död 25 augusti 1976 i Stockholm, var en svensk författare och översättare.
Eyvind Johnson var en proletärförfattare som tog intryck av samtidens nya litterära strömningar. Han betraktas som den moderna romankonstens främste banbrytare i Sverige.  Han debuterade 1924 och fick sitt genombrott på 1930-talet med den självbiografiska romansviten Romanen om Olof. Till hans främsta verk hör Krilontrilogin, Strändernas svall och Hans nådes tid.
Han blev ledamot av Svenska Akademien (stol nummer 11) 1957 och erhöll Nobelpriset i litteratur 1974, tillsammans med Harry Martinson – det senaste tillfället som nobelpriset i litteratur har delats mellan två personer.

## Biografi

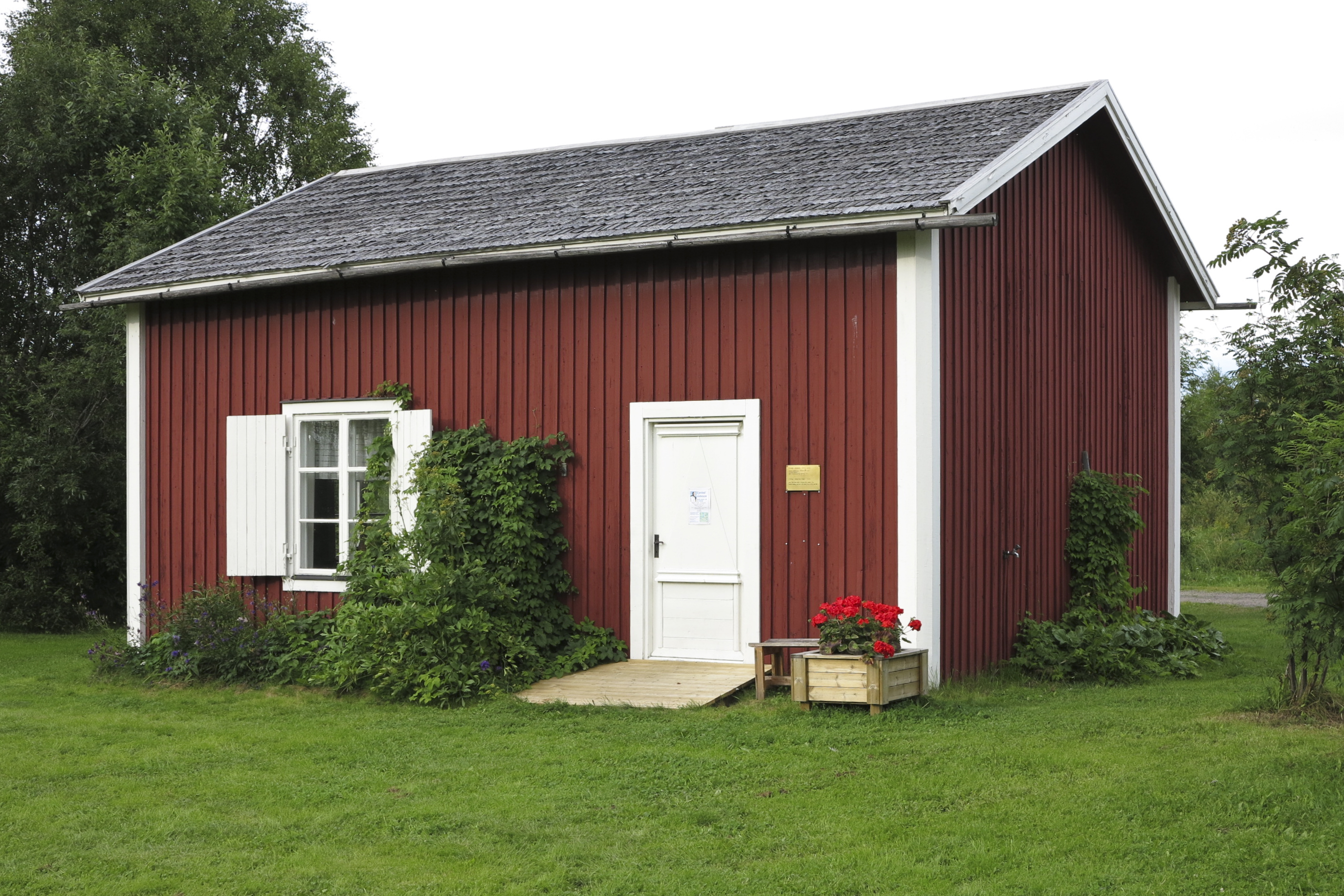
Bagarstugan i Björkelund där Eyvind Johnson föddes år 1900.

Eyvind Johnson (ursprungligen Olof Edvin Verner Jonsson) föddes den 29 juli 1900 i utkanten av Boden. Fadern, Olof Jonsson, stammade från Värmland och modern, Cevia Gustafsdotter, från Fridlevstad, Blekinge. De kom till Norrland för att de följde med rallare när järnvägen drogs fram. Fadern var stenarbetare som byggde broar och murar där banan skulle fram och modern följde med ett ambulerande bageri som försörjde rallarna med bröd. Eyvind Johnson växte upp under mycket enkla förhållanden. Vid fyra års ålder fick han på grund av fattigdom flytta till en fosterfamilj som var släktingar i närheten. Han gick i folkskola i Svartbjörnsbyn till det år han fyllde tretton år, vilket var den enda formella utbildning han fick. År 1913 flyttade han med fosterföräldrarna till Hedberget/Näsberg några kilometer söder om Murjek, där fosterfadern fått arbete vid Näsbergs stenbrott.
Försommaren 1915 lämnade han hemmet och livnärde sig genom att bland annat arbeta som timmerflottare, sågverksarbetare och biografvaktmästare. På hösten samma år dog fadern efter en längre tids allvarlig sjukdom. År 1917 gick han in i den syndikalistiska fackföreningsrörelsens Bodenavdelning och var en tid sekreterare där. 1919 kom han till Stockholm som socialistisk agitator och medlem i Ungsocialisterna och i LS av SAC. Där skrev han för socialistiska tidningar såsom Brand, Syndikalisten och Arbetaren. I Brand bidrog han fram till 1924 regelbundet med artiklar och revolutionära dikter under namnet Eyvind Ung. I Stockholm blev han också god vän med Rudolf Värnlund och tillsammans med några andra unga författare startade de tidskriften Vår nutid. 1921 lämnade han Stockholm och reste som fripassagerare med en båt till Tyskland. Han kom att tillbringa större delen av de följande tio åren på kontinenten, först i Berlin och därefter i Paris där han levde ett mycket fattigt liv, försörjd av tillfälliga arbeten och magra honorar från Sverige för tidningsartiklar, noveller och romaner.
På hösten 1923 återkom Eyvind Johnson tillfälligt till Sverige och blev sekreterare i Ungsocialistiska förbundets verkställande utskott, men lämnade förbundet 1924 efter en schism. Samma år debuterade han som författare med novellsamlingen De fyra främlingarna. 1925 reste han till Berlin igen och vistades 1925–1930 i Paris där han livnärde sig som skribent. Han gifte sig 1927 med Aase Christoffersen (1900–1938) och bosatte sig samma år i Saint-Leu-la-Forêt strax utanför Paris. 1930 flyttade han tillbaka till Sverige och fick några år senare sitt stora genombrott med Romanen om Olof, en delvis självbiografisk romansvit i fyra delar. Romanen skildrar hur det var att växa upp som ung man i Norrland under 1910-talet. Johnson växte själv upp i Björkelund utanför Boden i Norrbottens län där hans barndomshem finns bevarat. De erfarenheter och miljöer som beskrivs i romansviten var nya för litteraturen vid denna tid, men serien utgör också hans så långt mest konsekventa försök med inre monolog; nästan allt i handlingen beskrivs inifrån Olofs medvetande vid den tid då det äger rum. Jan Troell har filmatiserat verket under titeln Här har du ditt liv.

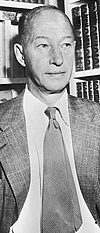
En ung Eyvind Johnson.

Eyvind Johnson upprördes tidigt av den framväxande nazismen och fascismen i 1930-talets Europa. År 1934 medverkade han i den antifascistiska skriften Mänsklighet och hans antinazistiska hållning återspeglades också i de bokrecensioner han skrev i Arbetet 1932–1939. Under spanska inbördeskriget engagerade han sig starkt i den rörelse som ville verka som stöd åt den republikanska sidan. Han var bland annat initiativtagare till volymen Till Madrid, i vilken tjugofem författare medverkade med bidrag som uttryckte solidaritet med den republikanska sidan.
Under andra världskriget var Eyvind Johnson åren 1942–1945 redaktör för den norska motståndstidningen Håndslag, och även en aktiv skribent för Samfundet Nordens Frihets tidskrift. Han var starkt kritisk till den svenska neutralitetspolitiken. Johnsons starka engagemang mot nazismen avspeglar sig i Nattövning (1938) där svenska nazister figurerar, liksom i de tre romanerna om Krilon, där världspolitiken skildras i allegorisk form, med karaktärer inspirerade från Nordens Frihet. Under kriget engagerade sig Johnson även i finska vinterkriget och tog stark ställning mot kommunismen i Sovjet och Östeuropa, vilket skulle få stor betydelse för hans författarskap efter kriget. I ett vårtal till studenterna i Uppsala 1951 kritiserade han de svenska kommunisterna och den så kallade tredje ståndpunkten vilket framkallade häftig kritik från en rad yngre författare. Eyvind Johnsons politiska hållning utvecklades från ungdomsårens socialism med starka intryck från Krapotkins anarkism till en på 1950-talet uttalad liberalism.
Efter kriget vistades Eyvind Johnson mycket på den europeiska kontinenten. Han var bosatt i Schweiz 1947–1949 och därefter ett år i England. Resor till bland annat Italien och Frankrike gav näring och inspiration till hans författarskap. Han var från år 1940 gift med översättaren Cilla Johnson. De bosatte sig år 1950 i en villa i Saltsjöbaden, vilket kom att bli deras fasta hem i tjugofem år. 1953 utnämndes han till hedersdoktor vid Göteborgs universitet.
Den 11 april 1957 invaldes Eyvind Johnson som ledamot i Svenska Akademien som efterträdare till Nils Ahnlund på stol nummer 11 och tog sitt inträde den 20 december samma år. Han var ledamot av akademiens Nobelkommitté åren 1959–1972.
1962 tilldelades han Nordiska rådets litteraturpris för romanen Hans nådes tid. Samma år blev han första gången nominerad till nobelpriset i litteratur.
År 1974 tilldelades Eyvind Johnson Nobelpriset i litteratur med motiveringen "För en i länder och tider vittskådande berättarkonst i frihetens tjänst". Han delade priset med Harry Martinson. Vid prisutdelningen framhävde Karl Ragnar Gierow i sitt tal att Johnson och Martinson var "representativa för det uppbåd av proletärförfattare eller arbetardiktare, som på bred front bröt in i vår litteratur inte för att härja och plundra utan för att berika den med sina förmögenheter". Prisutnämningen uppskattades av den läsande allmänheten men kritiserades hårt från flera håll i den svenska pressen, främst för att Svenska Akademien hade utsett två av sina egna ledamöter till pristagare.
Eyvind Johnson avled den 25 augusti 1976 i lungcancer. Han är begravd i minneslunden på Skogskyrkogården i Stockholm.

### Familj
Eyvind Johnson fick ursprungligen förnamnen Olof Edvin Verner. Eyvind är ett senare tillägg. Hans föräldrar var stenarbetaren Olof Petter Jonsson, född 1851, och Cevia (Sevia), född Gustafsdotter 1866. Han härstammade från Värmland på fädernet och från Blekinge på mödernet. Han hade en äldre syster, en äldre bror, en yngre bror och två halvbröder. En av halvbröderna och den yngre brodern Tore dog båda av lungsot i unga år, den senare år 1927 i USA dit han emigrerat 1923.
Johnson gifte sig första gången 1927 med Aase Christoffersen (1900–1938), dotter till tryckeriföreståndaren Conrad Christoffersen och Anna-Maria, född Moe. Barn: fotografen Tore Johnson. Sitt andra äktenskap ingick han 1940 med översättaren Cilla Johnson, född Frankenhaeuser (1911–2002), dotter till arkitekten Carl Frankenhaeuser och Hanna, född Åström. Barn: Maria Ekman, född 1944 och Carl-Anders, född 1946.
Johnson var en tid på 1930-talet boende i Södra Ängby, Bromma. Från år 1950 hade han sitt stadigvarande hem med familjen i en villa i Saltsjöbaden.

## Författarskap
Eyvind Johnson debuterade 1924 med novellsamlingen De fyra främlingarna. De följande romanerna Timans och rättfärdigheten (1925) och Stad i mörker (1927) är småstadsskildringar i norrländsk miljö. Den senare romanen skrevs i Paris där Eyvind Johnson vistades i fem år. Upplevelserna av kringirrande och svält i storstaden ligger till grund för romanen Stad i ljus (1928) som först utgavs i fransk översättning 1927 under titeln Lettre recommandée. Minnas (1928) är ännu en småstadsroman. Johnson skrev den ursprungligen som ett mer storslaget verk som utspelar sig på två berättarplan, ett realistiskt och ett i himmelriket. De senare kapitlen ströks dock redan innan boken skickades till förlaget som sedan krävde ytterligare nedkortningar. Den fullständiga versionen utgavs inte förrän 1998 som Herr Clerk vår mästare. Inflytande från fransk litteratur, främst Marcel Proust och André Gide, och från James Joyce var påtagligt i det tidiga författarskapet, framför allt i Kommentar till ett stjärnfall (1929) som blev Johnsons genombrott hos kritiken. Med romanen introducerade han inre monolog i svensk litteratur.
Efter återkomsten till Sverige skedde en omorientering i författarskapet. Avsked till Hamlet (1930) var avsedd som ett avskedstagande från den Hamlet-problematik, det ifrågasättande och skeptiska grubblet över tillvaron, som präglat hans författarskap. I den experimentella Bobinack (1932) uttrycks en radikal kulturkritik medan Regn i gryningen (1933) anknyter till primitivismen. Ingen av dessa vägar ledde dock vidare. Den verkliga förnyelsen skedde i stället när Johnson återvände till och började skildra sin uppväxtmiljö. Romanen om Olof, bestående av de fyra romanerna Nu var det 1914 (1934), Här har du ditt liv! (1935), Se dig inte om! (1936) och Slutspel i ungdomen (1937), blev Johnsons definitiva genombrott och betraktas som ett av hans främsta verk. Romanerna byggde på egna erfarenheter från ungdomen och är skrivna i en nyskapande berättarstil med inre monologer. En fristående fortsättning på romansviten följde med Romantisk berättelse (1953) och Tidens gång (1955) där Johnson skildrar sina upplevelser från tiden i Berlin och Paris på 1920-talet.
Eyvind Johnson såg tidigt hotet från den framväxande nazismen och fascismen under 1930-talet vilket präglade hans fortsatta författarskap. Nattövning (1938) belyser nazismens inbrytning i Sverige medan Soldatens återkomst (1940) rymmer intryck från Johnsons engagemang i frivilligrörelsen under finska vinterkriget. Kulmen för denna fas i Johnsons författarskap nåddes med den väldiga romantrilogin Grupp Krilon (1941), Krilons resa (1942) och Krilon själv (1943) där berättelsen om några Stockholmsborgare och deras diskussionsgrupp är en allegori om händelserna under andra världskriget.
Eyvind Johnsons författarskap från och med 1950-talet präglas dels av självbiografiska skrifter, romanerna Romantisk berättelse och Tidens gång och minnes- och reseböcker som Vinterresa i Norrbotten (1955) och Spår förbi Kolonos (1961), dels av romaner i historisk miljö. Båda kategorierna har det gemensamt att det ofta är uppbyggda med flera tidsplan och/eller berättare. De varierar på olika sätt författarens övertygelse om att en enda sanning inte går att finna. Mest betydande är de historiska romanerna. Flera av dem lyfter fram problem och konflikter som går långt tillbaka i Johnsons förflutna och behandlar teman som uppbrott, skuld och svek och villkoren för kunskapen och skrivandet. Vistelser och resor på den europeiska kontinenten och kontakter med tidigare civilisationers kvarlevor i trakter där mycket europeisk historia utspelats gav näring åt Johnsons författarskap och han använde historiska motiv som allegoriska paralleller till samtida händelser.
År 1946 utkom romanen Strändernas svall, där Johnson återberättar historien om hur Odysseus återvänder hem efter trojanska kriget. Romanen blev en stor framgång bland både läsare och kritiker. Också romanen Drömmar om rosor och eld (1949) visade på Johnsons engagemang för äldre historia. Boken beskriver kättarprocesser i Frankrike under Richelieus tid, men kan också läsas som en allegori över skådeprocesserna i Sovjetunionen. I romanen Hans nådes tid (1960), som betraktas som en av höjdpunkterna i hans författarskap, går Johnson tillbaka till Karl den stores epok. Att spegla olika tider i varandra och laborera med olika tidsplan är en litterär metod som präglar romanerna Molnen över Metapontion (1957) och Livsdagen lång (1964).
Ännu en roman som sammanflätar berättelser från det förflutna med samtiden är Några steg mot tystnaden (1973), vilken kom att bli Eyvind Johnsons sista.

### Teman och berättarstil
Eyvind Johnson betraktas som den moderna romankonstens främste banbrytare i Sverige. Utmärkande för hans berättarkonst är en flerskiktad komposition, där realistiska och fantastiska inslag möts, kontrasterar och smälter samman till en enhet.
I försöken att sammanfatta det genomgående temat i Eyvind Johnsons författarskap har det vanligtvis pekats på författarens vilja att säga något allmängiltigt om människan, om det att vara människa och det mänskligt gemensamma i alla tider. Örjan Lindberger har sammanfattat det som ”det tema, som alltid upptog honom och som under senare år blev hans mest centrala: människan i tiden”. Litteraturvetaren Torsten Pettersson beskriver Johnson som en försvarare av ”den mänskliga kulturens fortbestånd mot tidens och våldets krafter” och talar om hans vilja ”att lindra egen och andras smärta, att mana till motstånd, att bevara förgånget människoliv, att ge insikt i nuet”. Thure Stenström har i sin essä Eyvind Johnson och smärtans estetik pekat på ett centralt tema i Eyvind Johnsons författarskap: att han konsekvent undviker att skriva om sin egen smärta, men behandlar smärtsamma minnen och upplevelser indirekt genom att med stor inlevelse ägna sig åt andras lidande.
Ofta har författarens berättartekniker och de metafiktiva dragen ägnats stort intresse av forskare. Johnsonforskaren Bo G. Jansson har sett Eyvind Johnson som en senmodernist på väg mot postmodernismen där världen betraktas som närmast en dröm eller fiktion, som en berättelse vilken handlar om främst sig själv: ”Johnsons romaner med historiska motiv är på detta sätt inte berättelser om delvis påhittade verkligheter utan i stället berättelser om berättelser om delvis påhittade verkligheter”. Birgit Munkhammar har karakteriserat Johnsons författarskap med orden ”Det som gör det stort i mina ögon är inte det som kan kallas ”lärt”, teoretiskt eller tekniskt nyskapande, utan de dyrköpta erfarenheter det förmedlar och den överlevnadskonst det har att lära ut: en nästan ofattbar styrka i motgången, ett mod och en livsklokhet, en outtröttlig förmåga att analysera och övervinna olika svårigheter”. Jan Myrdal gav Johnson erkänsla och skrev att han var en författare som hade skrivit ett par böcker ”som skulle läsas långt efter hans egen död”. 
Eyvind Johnson har ibland uppfattats som en utpräglad idédiktare. I en del romaner, som Lägg undan solen från 1951, ägnar han sig nästan helt åt diskussion och analys snarare än att berätta en historia. Gavin Orton har påpekat att när Johnson har en historia att berätta, om till exempel sitt eget liv i Romanen om Olof, politiska händelser i Krilontrilogin, någon annans berättelse i Strändernas svall eller historiska fakta i Drömmar om rosor och eld, så gör han det med stor inlevelse och uppfinningsrikedom, men att den verkliga handlingen ofta ligger på ett annat plan. I Drömmar om rosor och eld utgör diskussioner om den enskildes betydelse för historiens förlopp, om civilkurage och andligt motstånd, om det fria ordets och den fria tankens villkor ett centralt tema. Den intrikata konstruktionen i romaner som Molnen över Metapontion och Livsdagen lång är försök att undkomma tidens tyranni och skildra en samtidighet av förfluten tid och kommande tid inneslutna i nuet.

### Självbiografiska inslag
Eyvind Johnson höll sedan tidigt fast vid grundsatsen att en diktares viktigaste stoff finns att hämta hos honom själv.  Förutom mer eller mindre direkt självbiografiska skrifter som Romanen om Olof, essän Personligt dokument (1932), minnes- och reseböckerna Vinterresa i Norrbotten och Spår förbi Kolonos och den tidiga romanen Stad i ljus, har även andra verk, inte minst hans sista roman Några steg mot tystnaden, tolkats som indirekta självbiografiska skildringar. ”Egentligen är Eyvind Johnsons författarskap självbiografiskt” påpekade Ulf Linde i sitt minnestal när han efterträdde Johnson i Svenska Akademien efter att reflekterat över romanen Minnas.
Eyvind Johnson hade emellertid ett kluvet förhållande till att skriva självbiografiskt: ”Självbiografier blir ju oftast förklädda romaner liksom romaner ofta lyder regler som gör dem till självbiografier” skrev han i Spår förbi Kolonos 1961. Samtidigt som han ansåg att allt författande är mer eller mindre självbiografiskt menade han att det inte är möjligt att skriva sann självbiografi på grund av det avstånd som tiden och utvecklingen med nödvändighet skapat. I essän Om verkligheten i en roman (1937) konstaterar han att en författare visserligen kan berätta vad som hänt honom i livet och återge yttre miljöer, men att författaren i skrivandets stund ohjälpligt är en annan än den han berättar om. Identiteten mellan berättaren och den berättade är inte möjlig menar han: berättaren är ”bildad av det upplevda och fanns inte till när det berättade upplevdes, varför författaren alldeles säkert måste uppfatta det förflutna på ett annat sätt – kanske konstnärligare – än den yngre som verkligen upplevde det”. En annan invändning var att Johnson skydde det känslosamma och sentimentala. I stället använde han distansering och omskrivning som en metod att skildra svåra och smärtsamma upplevelser. I Romanen om Olof används de insprängda sagorna som en annan berättarnivå för att skildra svåra självbiografiska upplevelser. I en efterskrift till romansviten kallar han dem ”omvägar kring verkligheten”.

### Influenser från andra författare
Eyvind Johnsons tillstod att litteraturen var en viktig källa till material för honom och han tog intryck från andra författare. Särskilt har inflytandet från franska författare som Henri Bergson, Marcel Proust och André Gide samt från James Joyce framhållits. Men även Knut Hamsun, Thomas Mann och den experimentella tvärsnittskompositionen i John Dos Passos The 42nd Parallel och Alfred Döblins Berlin Alexanderplatz har setts som viktiga impulsgivare. Av dessa författare underströk Johnson särskilt den betydelse som Proust, Gide och Joyce hade. I en artikel prisade han dem för att de introducerat ”nya sätt att granska människan och hennes förhållanden, nya sätt att uttrycka de förvärvade erfarenheterna” och för att ha ”öppnat andras ögon för nya eller slumrande möjligheter inom romankonsten”.

### Kritiska studier av författarskapet
Det dröjde länge innan Eyvind Johnsons författarskap blev föremål för forskning och kritiska studier. Örjan Lindberger arbetade i många år med sitt stora arbete om Eyvind Johnsons liv och författarskap och publicerade avsnitt som artiklar. Senare utkom den tvådelade biografin Norrbottningen som blev europé (1986) och Människan i tiden (1990), vilka betraktas som ett standardverk om Eyvind Johnson. När Johnson fick nobelpriset 1974 förelåg endast två utländska arbeten, Gavin Ortons monografi Eyvind Johnson (1972, översatt till svenska 1974) och den lilla skriften Eyvind Johnson. En karakteristik (1947) av dansken Jørgen Claudi.
1975 publicerades Stig Bäckmans avhandling Den tidlösa historien. En studie i tre romaner av Eyvind Johnson som behandlar historiesynen i några av Johnsons romaner. Bäckman undersöker hur Johnsons sätt att förstå samtidigheten i tiden, sammanflätningen av minne och nutid, av myt och samtid. De historiska berättelserna behandlas också i dansken Ole Meyers examensarbete Eyvind Johnsons historiska romaner 1976.
1978 kom Thure Stenströms Romantikern Eyvind Johnson med tre essäer som analyserar Johnsons förhållande till musiken, smärtan respektive utopier. Året därpå kom Nils Schwartz Hamlet i klasskampen som med utgångspunkt i de tidigaste romanerna och en marxistisk ideologikritisk analys finner att Johnson vacklar i sin klassolidaritet och inte är en kollektivist.
Barbro Söderbergs avhandling Flykten mot stjärnorna (1980) utforskar de mytiska och symboliska inslagen i Hans nådes tid. Monica Setterwalls The Unwritten Story (1979) undersöker berättarrösterna i tre romaner från olika skeden i författarskapet och hur Johnsons berättarstil med tiden blev allt mer subjektiv och självbespeglande.
I Myt och verklighet (1981) studerar Merete Mazzarella Johnsons mytiska berättarmetod och den historiska samtiden. Mona Korsnäs intresserar sig för det djuppsykologiska berättandet och ondskan som motiv i Eyvind Johnson och djävulen (1984). Det självbespeglande i Johnsons berättande har undersökts vidare i Bo G. Jansson, Självironi, självbespegling och självreflexion (1990) och i samme författares Postmodernism och metafiktion i Norden (1996) där Johnsons  författarskap analyseras i ett metafiktivt och postmodernistiskt perspektiv. Metafiktionen hos Johnson undersöks också i Leif Dahlbergs avhandling Tre romantiska berättelser (1999).
Birgit Munkhammars essä Hemligskrivaren (2000) är en mer personlig än akademisk betraktelse med fokus på 1930-talets Johnson. I Den utvidgade människan. Om Eyvind Johnsons Krilontrilogi (2010) studerar Per Anders Wiktorsson det politiskt allegoriska berättandet i Krilontrilogin. I Till en berättelse om tröst. Eyvind Johnson omläst (2012) söker Mats Tormod nya läsarter och infallsvinklar än den etablerade bilden av författarskapet och tar särskilt fasta på kvinnoskildringar och manlig frändskap.

### Eftermäle
Eyvind Johnson betraktas som den moderna romankonstens främste banbrytare i Sverige och många av hans verk utges i nya utgåvor. Örjan Lindberger anser att Johnson inte bara är den främste i Sverige som nydanare av romankonsten utan också med internationella mått en betydande författare. Ett erkännande som Johnson även givits av andra. Den franske professorn Philippe Bouquet menar i sitt arbete La Beche et la plume, l'aventure du roman prolétarien suédois (1987) att Romanen om Olof tveklöst förtjänar en hedersplats inom världslitteraturen. Barbro Söderberg skrev att Hans nådes tid "faktiskt utgör ett av de stora bidragen till vad Tindall i sin behandling av den moderna symboliska romanen kallar supreme fictions".
1993 bildades Eyvind Johnson-sällskapet som har till uppgift att stimulera intresset och förståelsen för hans författarskap, att initiera och stödja vetenskaplig forskning av hans liv och verk samt att verka för utgivning och spridning av hans romaner, noveller och andra texter. Eyvind Johnsons inflytande över senare litteratur är märkbar i flera verk av P.O. Enquist, som Livläkarens besök. Kerstin Ekmans roman Gör mig levande igen är inspirerad av Krilontrilogin. Han skildras som en antinazistisk motståndshjälte och förebild för huvudpersonen i Tony Samuelssons roman Kafkapaviljongen.
Under 2000-talet har aktualiteten i Eyvind Johnsons författarskap påpekats av bland andra Ulrika Kärnborg. År 2003 liknade hon romanen Hans nådes tid vid en allegori över det nutida Europa.  När romanen Molnen över Metapontion utkom i en nyutgåva 2008 konstaterade Carina Burman under rubriken ”Johnson ännu giltig” att det är en klassiker som fortfarande håller: ”Detta är en stor bok”.

### Översättare och introduktör
Johnson var också verksam som översättare och introduktör av främst franskspråkig litteratur. Han översatte bland annat olika texter och dramatik av Jean-Paul Sartre, liksom Jules Vernes romaner Kapten Grants barn och Jorden runt på 80 dagar. Han översatte även norska författare som Aksel Sandemose och Sigurd Hoel. I artiklar introducerade han samtida författare som Sartre, Albert Camus och André Baillon.

### Romaner
- Timans och rättfärdigheten (1925)
- Stad i mörker (1927)
- Stad i ljus (1928)
- Minnas (1928)
- Kommentar till ett stjärnfall (1929)
- Avsked till Hamlet (1930)
- Bobinack (1932)
- Regn i gryningen (1933)
- Romanen om Olof:

1. Nu var det 1914 (1934)
2. Här har du ditt liv! (1935)
3. Se dig inte om! (1936)
4. Slutspel i ungdomen (1937)

- Nattövning (1938)
- Soldatens återkomst (1940)
- Krilontrilogin:

1. Grupp Krilon (1941)
2. Krilons resa (1942)
3. Krilon själv (1943)

- Strändernas svall (1946, för teater 1948)
- Drömmar om rosor och eld (1949)
- Lägg undan solen (1951)
- Romantisk berättelse (1953)
- Tidens gång (1955)
- Molnen över Metapontion (1957)
- Hans nådes tid (1960) (ingår i Världsbiblioteket)
- Livsdagen lång (1964)
- Favel ensam (1968)
- Några steg mot tystnaden (1973)

### Novellsamlingar
- De fyra främlingarna (1924)
- Natten är här (1932)
- Än en gång, kapten! (1934)
- Den trygga världen (1940)
- Sju liv (samlingsvolym, 1944)
- Pan mot Sparta (1946, nyutgåva av fyra noveller fr. Natten är här)

### Reseskildringar och dagböcker
- Dagbok från Schweiz (1949)
- Vinterresa i Norrbotten (1955)
- Vägar över Metaponto – en resedagbok (1959)
- Spår förbi Kolonos – en berättelse (1961)
- Stunder, vågor – anteckningar, berättelser (1965)
- Resa hösten 1921 (1973)

### Samlingsutgåvor
- Romanen om Olof (i en volym, 1945)
- Krilon (i en volym, 1948)
- Valda skrifter (1950)
  - Stad i ljus – Stad i mörker
  - Kommentar till ett stjärnfall
  - Regn i gryningen
  - Noveller I–II
  - Nu var det 1914 – Här har du ditt liv!
  - Se dig inte om!
  - Slutspel i ungdomen
  - Soldatens återkomst
  - Nattövning
  - Strändernas svall I–II

### Varia
- Som en av våra egna (i samarbete med Sigurd Hoel, 1944)
- ”Romanfunderingar”. Avsikter : arton författare om sina verk. Stockholm: Bonniers. 1945. sid. 72–90. Libris 31113
- Strändernas svall : ett drama i tre akter och ett antal bilder om den återvändande (1948)
- Pierre Barrot : ur en kommande roman (numrerad upplaga på 200 exemplar; texten utgörs av ett kapitel ur den senare samma år utgivna romanen Drömmar om rosor och eld; 1949)
- Ett vårtal (1951)
- Nils Ahnlund: inträdestal i Svenska Akademien (1957)

### Postuma artikelsamlingar
- Personligt politiskt estetiskt, 1992 ISBN 91-0-055444-8
- Porträtt, 2004 ISBN 91-631-5133-2
- Resebrev 1921–1952, 2006 ISBN 91-85453-24-2
- Kritik 1: 1921–1931, 2009 ISBN 9789172472105
- Kritik 2: 1932–1935, 2011 ISBN 978-91-7247-267-9
- Kritik 3: 1936–1946, 2016 ISBN 978-91-7247-436-9

### Postuma böcker
- Olibrius och gestalterna (ungdomsnoveller samt skrivna för tidningar, 1986)

- Herr Clerk vår mästare (1998, ursprungsversionen av Minnas)

## Priser och utmärkelser
- 1936 – De Nios Stora Pris
- 1944 – Sixten Heymans pris, av Göteborgs högskola[65]
- 1951 – Doblougska priset
- 1953 – Hedersdoktor i Göteborg
- 1954 – Boklotteriets stipendiat
- 1956 – Litteraturfrämjandets stora pris (Boklotteriet)
- 1958 – BMF-plaketten för Molnen över Metapontion
- 1960 – Östersunds-Postens litteraturpris
- 1960 – Doblougska priset
- 1962 – Nordiska rådets litteraturpris
- 1965 – Letterstedtska priset för översättningar av Sartre
- 1967 – Övralidspriset
- 1974 – Nobelpriset i litteratur
- 1974 – Litteraturfrämjandets stora romanpris